# Nacimiento
Nacimiento – gmina w Hiszpanii, w prowincji Almería, w Andaluzji, o powierzchni 80,76 km². W 2011 roku gmina liczyła 512 mieszkańców.